# Asanuma Tatsuya
Tatsuya Asanuma (sinh ngày 13 tháng 7 năm 1970) là một cầu thủ bóng đá người Nhật Bản.

## Sự nghiệp câu lạc bộ
Tatsuya Asanuma đã từng chơi cho Consadole Sapporo.